# Brigada Político-Social
La Brigada de Investigación Social (BSI), más conocida como Brigada Político-Social (BPS), fue la policía política secreta que existió en España durante la dictadura de Francisco Franco, encargada de perseguir y reprimir a todos los movimientos de la oposición al franquismo. Durante sus primeros años recibió el asesoramiento de agentes de la Gestapo, dirigidos por Paul Winzer destinado en la embajada alemana en Madrid, especialmente en cuanto al uso de diversos métodos de tortura para obtener información o confesiones de los detenidos y en técnicas de espionaje e infiltración en grupos de oposición ―el propio conde de Mayalde, director general de Seguridad, viajó a la capital alemana para reunirse con Himmler―. La colaboración entre la policía franquista y la Gestapo se remontaba a la guerra civil cuando en noviembre de 1937 se firmó un protocolo secreto por el cual policías del bando sublevado irían a Berlín para ser adiestrados ―ese protocolo secreto fue ampliado por un nuevo acuerdo de colaboración firmado el 31 de julio de 1938―.
La Brigada Político-Social fue la principal unidad policial que actuó contra la oposición antifranquista. «Sus agentes, los Creix, Conesa, Yagüe, Navales, Manzanas, Ballesteros, Solsona, González Pacheco, etc., ocupan un lugar de honor en el panteón de los torturadores del franquismo. Sus comisarías ―la DGS de la Puerta del Sol de Madrid, la Vía Layetana en Barcelona, las de las calles Samaniego y Gran Vía en Valencia, o la del paseo María Agustín en Zaragoza―, y sus métodos, de siniestras connotaciones, remiten a una particular geografía del terror».
Orgánicamente, la BPS constituía una sección del Cuerpo General de Policía (CGP). Tras la muerte de Francisco Franco, durante los años de la transición, la brigada fue reestructurada y sustituida por la Brigada Central de Información (BCI).
Entre la oposición antifranquista fue conocida comúnmente como «La Social», «La Secreta» o «La Brigada».

## Historia

### Orígenes y creación
Los orígenes de la Brigada político-social pueden rastrearse ya a comienzos del siglo XX, con la creación de la «Brigada de Informaciones» y la «Brigada de Anarquismo y Socialismo» como unidades específicas para combatir el movimiento anarquista y en general el creciente movimiento obrero. Al final de la dictadura de Primo de Rivera fue creada la llamada «División de Investigación Social», a iniciativa del general Emilio Mola y a cuyo frente quedó el comisario Santiago Martín Báguenas.
Sin embargo, su antecedente inmediato fue el Decreto de 24 de junio de 1938 de los sublevados en la Guerra Civil que creaba, en el ámbito civil y dentro de las competencias de los gobernadores en las distintas provincias, un Negociado político específico para "el control de las materias en la acción política" y la "prevención y represión" de cualesquiera actividades que "obstruyan o desvíen" las "directrices generales del gobierno". Muchos de sus primeros integrantes procedían del Servicio de Información y Policía Militar (SIPM), el servicio secreto franquista durante la Guerra civil dirigido por el coronel José Ungría Jiménez.
El 5 de enero de 1939, en plena ofensiva de Cataluña, el gobierno franquista reunido en Burgos creó el Servicio Nacional de Seguridad ―posterior Dirección General de Seguridad (DGS)―, que ocuparía el lugar del Servicio de Información y Policía Militar (SIPM) que había actuado durante la mayor parte de la guerra. Al principio su jefe fue el coronel José Ungría Jiménez, director del SIPM, y después del 23 de septiembre, fecha en que se aprobó la organización de la DGS en cuatro grandes comisarías (Fronteras, Información, Orden Público e Identificación), fue José Finat y Escrivá de Romaní, conde de Mayalde. La reorganización del aparato policial franquista se completó con la Ley de Policía de marzo de 1941, que creó el Cuerpo General de Policía. En el preámbulo de la ley se decía que la «nueva policía» no debía regirse por el «apoliticismo» y que debía tener como objetivo «la vigilancia permanente y total indispensable para la vida de la Nación, que en los estados totalitarios se logra merced a una acertada combinación de técnica perfecta y lealtad». En el preámbulo también se hacía referencia a la «policía política, como órgano más eficiente para la defensa del Estado». De la función específica de perseguir los «delitos sociales y políticos» se ocuparía la Brigada Político-Social (BPS). Un año antes, después de la visita a España del líder nazi Heinrich Himmler, este se aseguró de que un adjunto suyo que ya operaba en España, Paul Winzer, instruyera a la nueva policía política secreta española.
La Brigada fue creada formalmente en 1941 con la «Ley sobre funcionamiento de las Jefaturas Superiores de Policía» y la «Ley de Vigilancia y Seguridad». Además de su propia labor de investigación, la brigada podía contar con los informes del Servicio de Información e Investigación de Falange, que también hacía las funciones de policía política.
Blas Pérez González, ministro de Gobernación entre 1942 y 1957, fue en esos años el autor y principal organizador de la eficacia que alcanzó la Brigada durante su historia. De hecho, Pérez González se distinguió como un eficaz organizador de la policía franquista durante el periodo de su ministerio.

### Acción represora

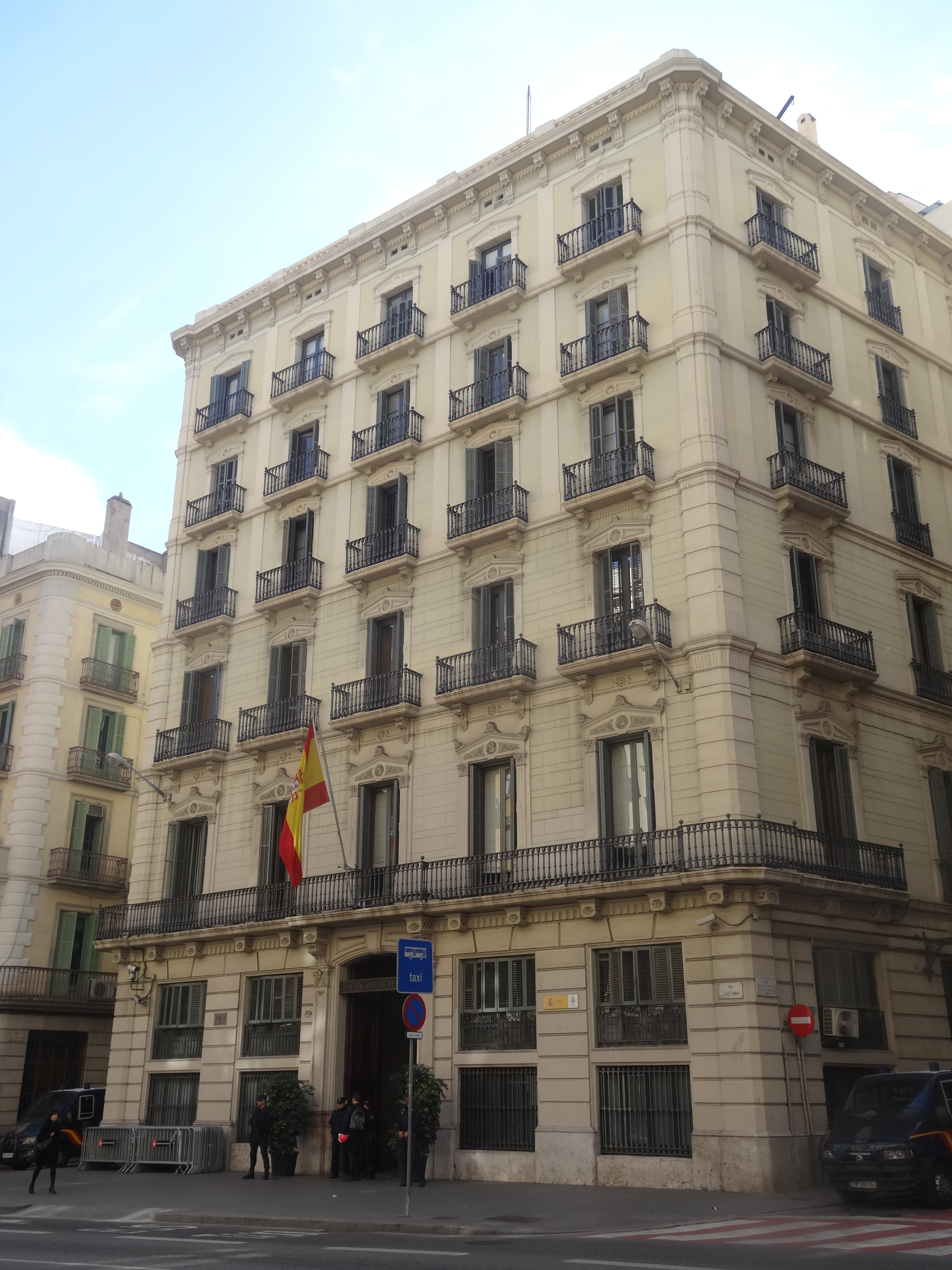
Sede de la Jefatura Superior de Policía en la Vía Layetana de Barcelona. Fue el centro de torturas más importante en Cataluña durante la dictadura franquista.

Su centro de operaciones en Madrid fue la sede la DGS en la Puerta del Sol, donde entre otros destacaría por el uso de las torturas a los detenidos el comisario Roberto Conesa. En Barcelona el centro principal fue la sede de la Jefatura Superior de Policía de la Vía Layetana, donde destacaron como torturadores los inspectores Pedro Polo Borreguero y los hermanos Antonio Juan Creix y Vicente Juan Creix, a las órdenes del comisario Eduardo Quintela Bóveda. Tanto en Madrid como en Barcelona, como en otras capitales, la Brigada Político-Social se ensañó especialmente con los miembros de partidos políticos de izquierda (PCE, PSOE) y de organizaciones obreras (CNT, FAI, UGT, Juventudes Libertarias) que intentaban reorganizarse en la clandestinidad. Fue el caso, entre muchos otros, de los anarquistas Esteban Pallarols Xirgu o Enrique Marco Nadal, que intentaron reorganizar la CNT ―hasta once de los catorce comités nacionales de la CNT que se formaron en la década de 1940 fueron detenidos por la policía ―, o los miembros de las Juventudes Libertarias Fausto González Alonso y José Martínez Guerricabeitia, o los comunistas Gregorio López Raimundo, Heriberto Quiñones, Pedro Vicente, Antonio Palomares, Bonifacio Fernández, Eduardo Sánchez Biedma o Casto García Roza ―muertos estos tres últimos a causa de las torturas―, que intentaron reorganizar el PCE o el PSUC, o el socialista Tomás Centeno. La BPS actuaba con total impunidad pues gozaba de la complicidad de los jueces que no solo nunca imputaron a ningún agente, aunque las pruebas de las torturas fueran evidentes, sino  que procesaban por desacato o por desobediencia a la autoridad a los detenidos que osaban denunciarlas. La falta de garantías procesales durante la detención y el interrogatorio  ―los detenidos carecían de asistencia legal; no existía límite de facto para presentar una acusación formal; se menospreciaba la presunción de inocencia, etc.― hacían el resto.
Un informe británico de 1949 describía así la actuación de la Brigada Político-Social:

Los archivos de la DGS están basados en el modelo nazi. Están cabal y extremadamente bien organizados, asegurando una vigilancia sistemática sobre todos los enemigos sospechosos del Estado. Debe ser resaltado que los puntos negros de la Justicia española son por norma las comisarías, más que las propias prisiones. Todos los casos políticos caen dentro de la Brigada Político-Social que actúan por orden del jefe superior de Policía. El interrogatorio de un prisionero puede incluir el uso de crueles artefactos, tendentes a forzar las declaraciones posteriormente llamadas “confesiones”. Como reciben un extra, los mal pagados policías tienden a usar métodos cada vez más violentos y a prolongar cuanto sea posible el aislamiento de los prisioneros para obtener una confesión. Tanto las mujeres como los hombres reciben este trato. Pueden estar detenidos durante semanas antes de que se formule formalmente cualquier cargo contra ellos. Cuando el ‘’dosier’’ es terminado, el prisionero es trasladado a una de las prisiones del Estado y pasa a la jurisdicción militar.

Tras la firma del acuerdo de las bases con Estados Unidos de 1953 varios policías de la Brigada viajaron a ese país para seguir cursos del FBI y de la CIA sobre contraespionaje y nuevos métodos de interrogatorio. Fue el caso del inspector Antonio Juan Creix, que utilizó en abril de 1958 lo que había aprendido en Nueva York del FBI en el interrogatorio y tortura del dirigente comunista Miguel Núñez González, aunque nunca estuvo del todo satisfecho. «Aquí vienen los americanos, que si las corrientes eléctricas… Como el palo no hay nada», dijo Creix, según recordaba el propio Miguel Núñez ―que resistió las torturas a los que fue sometido durante un mes en la comisaría de Vía Layetana y no delató a nadie, por lo que se convirtió en un símbolo de la lucha antifranquista―. Otro policía que viajó a Estados Unidos, junto con un alto cargo de la DGS, fue el propio jefe de la BPS Vicente Reguengo que recibió formación de la CIA sobre «métodos, material y técnicas de investigación policial». También asistió a cursos de formación de la CIA sobre «sabotaje y anticomunismo» el comisario Roberto Conesa.
Con la creación del Tribunal de Orden Público (TOP) a finales de 1963 la Brigada Político Social siguió encargada con total impunidad de los delitos "políticos" competencia del tribunal. El TOP nunca se ocupó de investigar las denuncias de malos tratos o de torturas a los detenidos, como subrayó el abogado Josep Solé Barberá en un escrito de 1977: «Yo no conozco ni un solo sumario en el cual la denuncia de malos tratos se haya admitido como suficiente para que se abriera una investigación sobre unos hechos que podían alterar todo el contenido sumarial y que, de no ser ciertos, era a la autoridad misma a quien le convenía descubrirlo».
Entre 1960 y 1975 los miembros de la BPS que más destacaron por el uso de la tortura y los malos tratos a los detenidos fueron el comisario Roberto Conesa, nombrado jefe de la Brigada durante los últimos años del franquismo y en la época de la Transición y que era conocido entre los sectores clandestinos antifranquistas por sus brutales métodos de interrogatorio y tortura; el comisario Melitón Manzanas, jefe de la Brigada de Guipúzcoa, acusado por diferentes sectores de oposición a la dictadura franquista de ejercer torturas contra múltiples miembros pertenecientes a la izquierda política —Manzanas en 1968 fue el primer asesinado con premeditación por la organización terrorista vasca ETA—; y Antonio González Pacheco, alias "Billy el Niño", que llegó a convertirse en el número dos del comisario Conesa.
En los últimos años de la dictadura franquista se produjeron denuncias del uso generalizado e indiscriminado de la tortura por parte de los cuerpos policiales, y en especial de la BPS. En su informe de 1973 Justicia Democrática, el clandestino colectivo de miembros de la judicatura favorables a la democracia, denunciaba que «la tortura se sigue empleando, aunque es difícil determinar su frecuencia y hay muchos interesados en que no se determine. En particular en la llamada lucha contra la subversión». En el mismo informe Justicia Democrática señalaba los obstáculos prácticamente insalvables a los que se enfrentaban los jueces y fiscales que querían detener a sus responsables, como le ocurrió al fiscal de Barcelona y miembro de Justicia Democrática Carlos Jiménez Villarejo que no pudo procesar al jefe de la BPS de Manresa y pagó su osadía con su traslado a Huesca.
Asimismo Justicia Democrática destacó en sus informes que «las torturas policiales en régimen de expresa impunidad» se practicaban sobre todo durante los múltiples estados de excepción que desde la década de 1960 hasta la muerte del dictador se declararon en especial en tres zonas: País Vasco, Cataluña y Madrid. Por otro lado, en los informes de Justicia Democrática se señalaba que en aquellas situaciones y lugares donde no se estaba en régimen de excepción la BPS presentaba sus acusaciones y peticiones para la firma de los jueces sin formalismo alguno, con premura y bajo un clima de amenaza. La posibilidad de que un juez se negara eran remotas, y la de que pudiera investigar libremente cualquier denuncia de los detenidos y/o torturados también, máxime cuando ellos mismos estaban sometidos a la acción de la propia Brigada.

Ningún juez se atrevería a excusar la tortura en una resolución, pero algunos cierran sistemáticamente los ojos a todo signo de tortura y suscriben el argumento de la necesidad de la misma como método de investigación para no dejar inerme al Estado.

Pero incluso en 1975, cuando ya se empezaba a vislumbrar el final del franquismo, en las dependencias de la BPS todavía continuaban realizándose con frecuencia las torturas, malos tratos y vejaciones a los detenidos, tal y como «palizas con la porra y toallas mojadas, quemaduras de cigarrillos o cortes con cuchillas de afeitar».

### Desaparición
Sus competencias fueron restringidas en sucesivos decretos aprobados en 1976, 1977 y 1981, este último tras el fracasado golpe de Estado del 23 de febrero.
En 1978 fue reestructurada y sustituida por la Brigada Central de Información (BCI), pero su desaparición no se formalizó completamente hasta la Ley Orgánica 2/1986, de 13 de marzo, de Fuerzas y Cuerpos de Seguridad aprobada durante el primer gobierno socialista de Felipe González. El proceso de la Transición no tuvo en cuenta ninguna depuración contra miembros de la Brigada Político Social. Después de la desaparición de la Brigada, la mayoría de sus integrantes continuaron con sus carreras en la policía española,. Algunos miembros de la brigada político-social fueron destinados a puestos poco relevantes o se les facilitó su salida de la policía. La mayoría, como el propio comisario Conesa (al frente de la recién creada BCI), continuaron su carrera y gran parte de los altos mandos policiales nombrado en los años 1980 procedían de la brigada político-social.
En cuanto al tema de los archivos de la Brigada Política-Social, la cuestión es compleja. Según algunos autores, actualmente en los archivos del Ministerio del Interior se conservarían unas 100.000 fichas políticas redactadas en época franquista. Por el contrario, otros archivos —como los que identificaban a los miembros de la policía secreta encargados de la vigilancia y seguimiento de los miembros de la oposición— presumiblemente no se conservarían en la actualidad y habrían sido destruidos.

## Estructura y funcionamiento
La Brigada Político-Social estaba integrada en la Comisaría General de Orden Público, perteneciente al Cuerpo General de Policía (CGP). Este a su vez dependía de la Dirección General de Seguridad (DGS) y el Ministerio de Gobernación. En sus primeros años de historia también estuvo compuesta por elementos falangistas. Cuando la Guardia Civil actuaba en núcleos urbanos, se integraba en la estructura de la Brigada. En algunas ocasiones la actividad guerrillera de los Maquis republicanos llegó a provocar la intervención de unidades especiales de la BPS, como ocurrió en 1944 con las acciones de la guerrilla urbana que actuaba en la zona de Granada.
Sus agentes dependían directamente de los gobernadores civiles y del ministerio de la Gobernación, y su función represora se ejercía en el ámbito de la oposición al franquismo y de cualesquiera grupos sociales, basándose en toda la normativa represora del régimen, en especial la Ley sobre represión de la masonería y del comunismo, la Ley de Unidad Sindical, la Ley de Responsabilidades Políticas, la de peligrosidad y rehabilitación social y la de vagos y maleantes. Sus acciones consistían en seguimientos, escuchas telefónicas, control de la correspondencia particular y de las empresas y colectivos, (todo ello sin control judicial alguno), detenciones gubernativas indefinidas, confiscación e incautación de bienes y la práctica de la tortura para la averiguación de los hechos o como forma de castigo. La aplicación del Fuero de los Españoles, que en teoría garantizaba algunos de los derechos fundamentales, quedó en la práctica sin efecto, dado que las funciones de "prevención del delito" que la legislación le asignaba, permitía a sus miembros argumentar detenciones aunque ni siquiera existieran sospechas fundadas sobre la comisión de un delito. También, las numerosas situaciones de excepción decretadas por el régimen, permitieron suspender la aplicación del Fuero durante largos periodos de tiempo y en territorios determinados. Una de las prácticas comunes de la BPS, y a la vez de las más temidas por los afectados, eran los registros policiales de viviendas.
Muchas de sus actividades eran examinadas por dos tribunales creados específicamente para la represión política: el Tribunal Especial de Represión de la Masonería y el Comunismo y posteriormente los Tribunales de Orden Público (TOP), con lo que los tribunales y jueces ordinarios apenas podían conocer de los asuntos de la Brigada.